# Jetex-Triebwerk

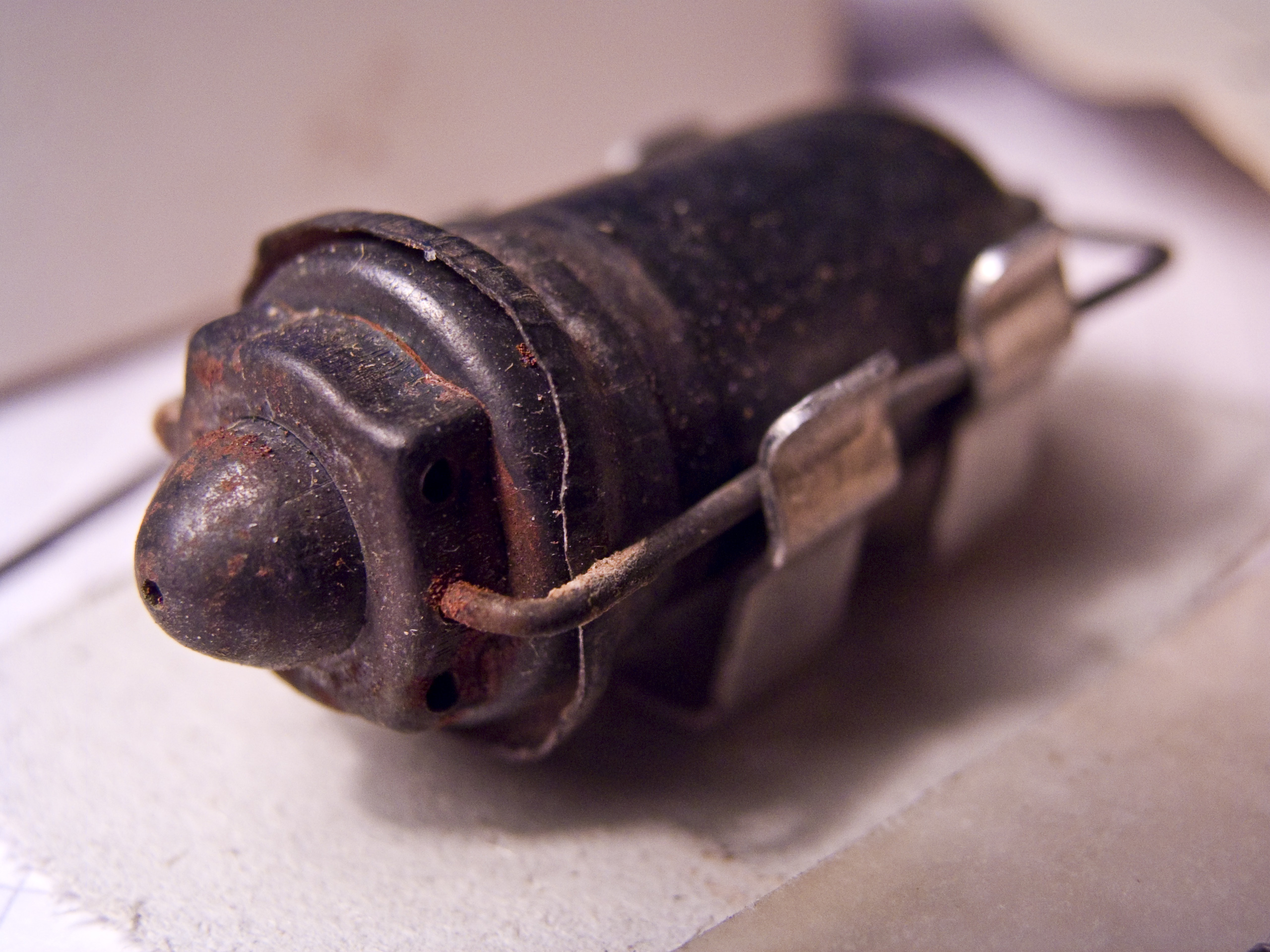
Jetex Minijet.

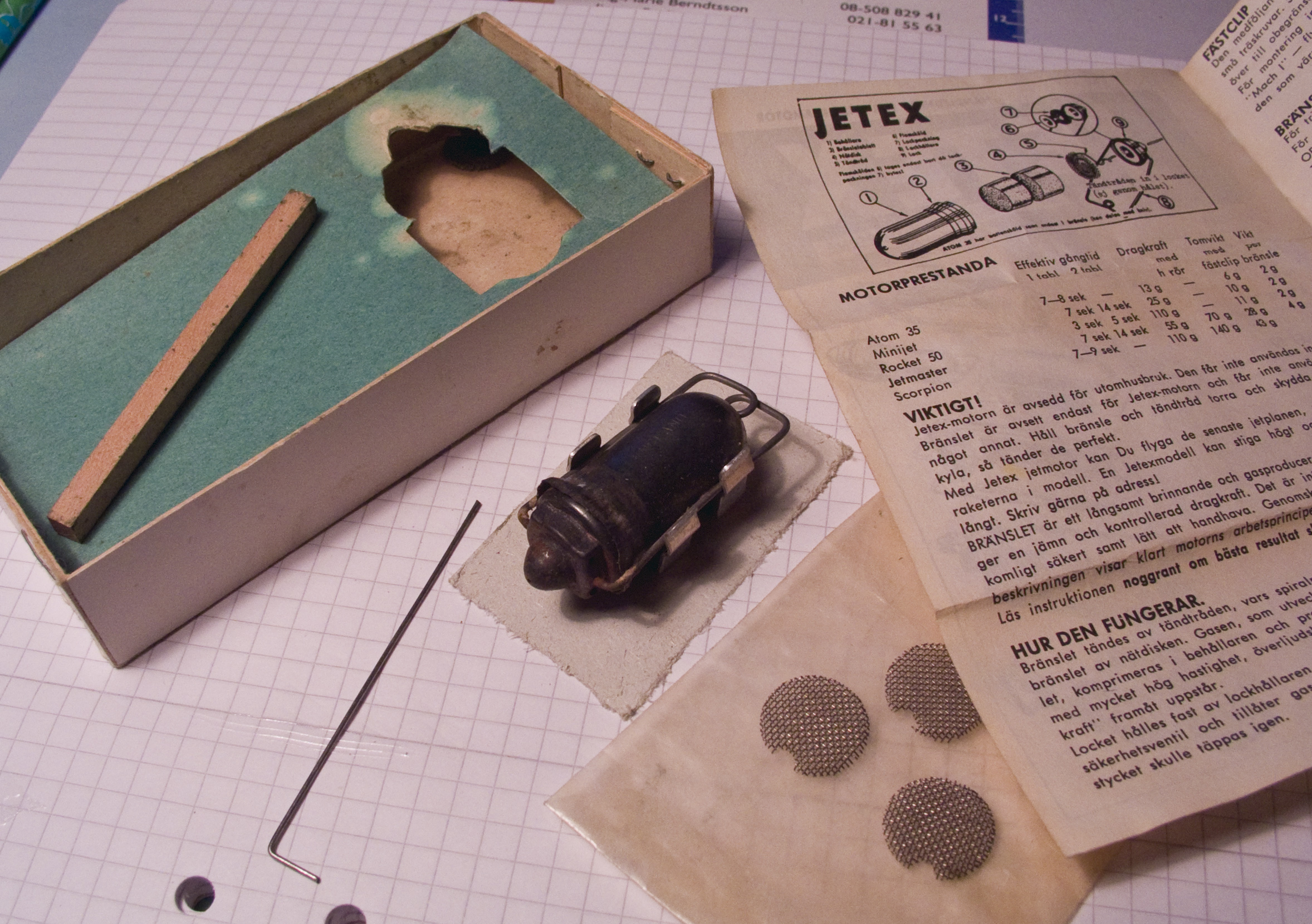
Jetex Minijet.

Das Jetex-Triebwerk ist ein Raketenmotor für Flugmodelle, der hauptsächlich im Freiflugbereich eingesetzt wird. Das Triebwerk wurde 1947 entwickelt und war ab 1953 bei der Wilmot and Mansour Company in Southampton erhältlich. Außerdem waren bei dieser Firma auch Bausätze für die Jetex-Triebwerke erhältlich. In Deutschland wurden die Kleinsttriebwerke in den 1960er Jahren von der Firma Graupner vertrieben.

## Funktionsweise
Das Jetex-Triebwerk besteht aus einem Aluminium-Mantel, in dem der Treibstoff in Form von Feststoff-Tabletten untergebracht ist. Das Triebwerk hat eine Brenndauer von bis zu 10 Sekunden, jedoch nur einen relativ geringen Standschub. Senkrechte Starts, wie man sie von herkömmlichen Raketen kennt, sind allenfalls mit sehr leichten Modellen möglich. Man konnte die Triebwerke auch sehr gut solo, d. h. ohne Modell, fliegen lassen.

## Jetex-Triebwerke heute
Nachdem die Fabrik nach einem Großfeuer 1972 die Produktion einstellen musste, sind seit Ende der 1990er wieder Nachbauten der Jetex-Triebwerke sowie einiger Bausätze erhältlich. Dank moderner Micro-RC-Komponenten bieten die klassischen Bausätze jetzt auch die Möglichkeit die ehemaligen Freiflug Modelle auf RC umzurüsten. In Deutschland haben diese Motoren jedoch keine BAM-Zulassung und dürfen daher weder verkauft noch verwendet werden.